# Từ chối

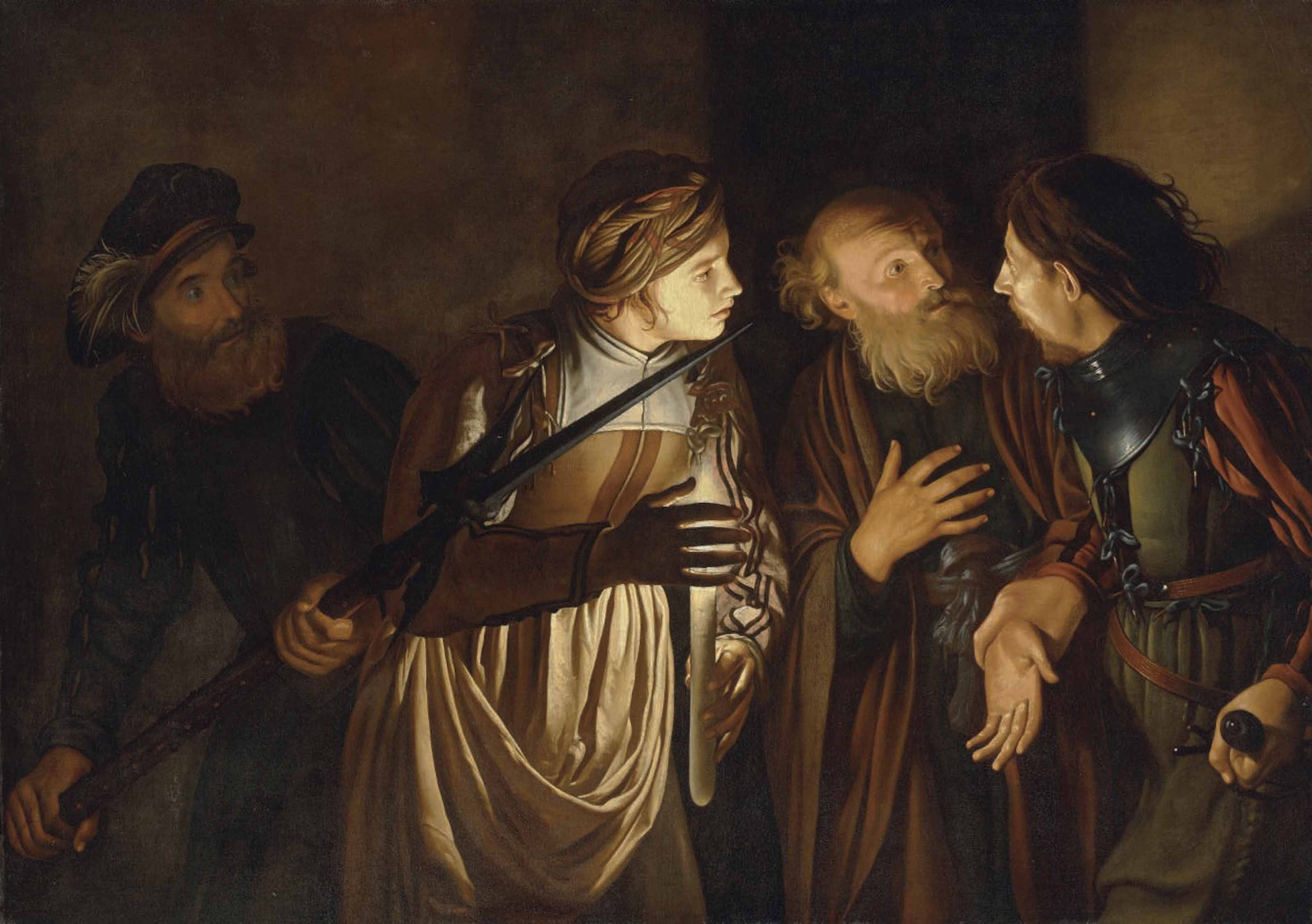
Bức tranh thế kỷ 17 miêu tả Sự chối bỏ của Phêrô, một câu chuyện xuất hiện trong bốn Tin Ước của Kinh Thánh. Trong đó, Phêrô từ chối thừa nhận mối quan hệ với Chúa Giê-su, người bị chính quyền truy lùng.

Từ chối thường có ít nhất ba nghĩa: khẳng định rằng một tuyên bố cụ thể nào đó không đúng (có thể chính xác hoặc không); từ chối một yêu cầu; và khẳng định rằng một tuyên bố đúng là không đúng.
Trong tâm lý học, từ chối là việc người ta lựa chọn từ chối hiện thực như một cách để tránh sự thật tâm lý không thoải mái.
Những người có triệu chứng của tình trạng y tế nghiêm trọng đôi khi từ chối hoặc lờ đi chúng vì ý nghĩa của việc có vấn đề sức khỏe nghiêm trọng là không thoải mái. Hội Đồng Những Người Từ Thiện Mỹ đưa ra rằng sự từ chối là một nguyên nhân chính dẫn đến việc trễ trong điều trị đau tim. Do triệu chứng đa dạng và thường có những giải thích khác, bệnh nhân thường từ chối thừa nhận tình trạng khẩn cấp, thường dẫn đến hậu quả chết người. Thông thường, bệnh nhân trì hoãn việc thực hiện các xét nghiệm hoặc siêu âm vú do sợ ung thư, mặc dù điều này thường làm tồi đi kết quả y tế trong dài hạn.